# 宇宙沙盤
宇宙沙盤（Universe Sandbox）是一種交互式重力视频沙盒游戏、教育软件以及空间模拟器。用户在宇宙沙盤中可以看到重力对宇宙天體的影响，該軟件能仿真模擬太阳系以及其他各种星系，用戶同时与重力、时间以及宇宙中的其他天体，如卫星、行星、小行星、彗星和黑洞进行互动。宇宙沙盤是由丹·狄克逊（Dan Dixon）设计，他在2008年5月发布了第一个版本。丹·狄克逊自2010年起全职从事该项目，并于次年成立了公司Giant Army。宇宙沙盤率先在Microsoft Windows上登陸，游戏的新版本工作于2014年开始籌備，2015年发布了适用于Windows、MacOS和Linux的更新版本。2018年11月，宇宙沙盤一度更名为宇宙沙盒遗产（Universe Sandbox Legacy），但12月又改回宇宙沙盤這一名稱。

## 外部鏈接
- 官方网站
- Steam上的宇宙沙盘页面 （页面存档备份，存于）
- Microsoft Store上的宇宙沙盘页面 （页面存档备份，存于）